# Carl Johan Hederstierna
Carl Johan Hederstierna, född 16 augusti 1788 i Västergötland, död 4 juli 1868 på Torsjö i Höreda socken, var en svensk militär. Han var far till Fredrik Hederstierna och svärfar till Bror Wilhelm Hernblom.

## Biografi
Carl Johan Hederstierna var son till överstelöjtnant Peter Fredrik Hederstierna och Helena Wilhelmina Rystedt. Han blev extra kadett vid örlogsflottan 1797, kadett vid Krigsakademien på Karlberg 1802, utexaminerad därifrån 1805 och fänrik vid Livregementets grenadjärkår samma år. Hederstierna blev underlöjtnant vid fältmätningskåren, löjtnant där 1807, kapten i armén 1810 och i fältmätningskåren 1813. Han blev major i ingenjörskåren 1814, major vid Kronobergs regemente 1816, major vid Generalstaben samma år och var brigadadjutant vid Smålandsbrigaden 1816–1818. Hederstierna blev sekundmajor vid Kalmar regemente 1817, överstelöjtnant i Generalstaben 1818 samt överstelöjtnant och förste major vid Kalmar regemente 1826. Han blev överste i armén 1827, överste i Generalstaben 1828 samt var överste och chef för Kalmar regemente 1832–1847. Hederstierna blev generaladjutant 1836 samt generalmajor och generalbefälhavare i 5. militärdistriktet 1847. Han erhöll avsked 1856. Hederstierna deltog i Pommerska kriget 1805–1807, samt fälttågen i Tyskland och mot Norge 1813 och 1814. Han invaldes som ledamot av Krigsvetenskapsakademien 1849. Hederstierna blev 1814 riddare, 1842 kommendör och 1853 kommendör med stort kors av Svärdsorden.